# Bombenanschlag auf die Baltic Exchange
Der Bombenanschlag auf die Baltic Exchange in London war ein Angriff der paramilitärischen Provisional Irish Republican Army (IRA) auf die Warenbörse Baltic Exchange in der City of London, dem Finanzzentrum Großbritanniens, am 10. April 1992. Er erfolgte einen Tag nach den Britische Unterhauswahlen, bei der John Major von der Conservative Party als Premierminister wiedergewählt wurde. Die Ein-Tonnen-Bombe – versteckt in einem großen weißen Lastwagen und bestehend aus einem Düngegerät, das mit einer Sprengschnur aus 100 lb (45 kg) Semtex umwickelt war – war die größte Bombe, die seit dem Zweiten Weltkrieg auf dem britischen Festland gezündet wurde. Der Bombenanschlag tötete drei Menschen, verletzte 91 weitere und beschädigte das Gebäude der Baltic Exchange und seine Umgebung schwer.

## Vorgeschichte
Seit 1988 führten Gerry Adams von Sinn Féin und John Hume von der Social Democratic and Labour Party einen privaten Dialog, um eine breite irisch-nationalistische Koalition zu bilden. Der britische Premierminister John Major hatte sich geweigert, offene Gespräche mit Sinn Féin aufzunehmen, bis die IRA einen Waffenstillstand erklärte. Das Risiko eines IRA-Angriffs auf die City of London war aufgrund mangelnder Fortschritte bei den politischen Gesprächen gestiegen, was dazu führte, dass eine Warnung an alle Polizeikräfte in Großbritannien erfolgte. Geheimdienstberichte zufolge wurde vermutet, dass die IRA genug Personal, Ausrüstung und Mittel hatte, um eine nachhaltige Terrorkampagne in England zu starten. Major gewann die Parlamentswahlen am 9. April 1992. Am nächsten Tag kam es zum Bombenanschlag.

## Ablauf
Am 10. April 1992 um 21:20 Uhr wurde die Bombe vor dem Gebäude der Baltic Exchange in der Straße St. Mary Axe 24–28 gezündet. Die Fassade der Büros wurde teilweise zerstört, der Rest des Gebäudes stark beschädigt. Die Bombe verursachte auch schwere Schäden an umliegenden Gebäuden. Die Schäden beliefen sich auf rund 800 Millionen Pfund – 200 Millionen Pfund mehr als die bis zu diesem Zeitpunkt während der Unruhen in Nordirland insgesamt durch Explosionen verursachten Schäden. Die IRA gab zwanzig Minuten vor der Explosion eine telefonische Warnung heraus und sagte, dass sich in einem Lieferwagen vor der London Stock Exchange eine Bombe befunden habe. Dies ist eine halbe Meile vom eigentlichen Standort an der Baltischen Börse entfernt. Wenige Stunden später ging in Staples Corner im Norden Londons eine weitere ähnlich große Bombe hoch (auch der IRA), die ebenfalls großen Schaden anrichtete.
Der selbsthergestellte Sprengstoff befand sich in einem weißen Ford-Transit-Van, der in St. Mary Axe geparkt war. Die Komponenten wurden in South Armagh entwickelt, aus Irland verschifft und in England zusammengebaut. Die Bombe wurde als die stärkste beschrieben, die London seit den Angriffen durch die deutsche Luftwaffe während des Zweiten Weltkriegs getroffen hat.

## Folgen
Am nächsten Tag übernahm die Provisional IRA in einer Erklärung aus Dublin die Verantwortung. Viele der beschädigten Gebäude wurden im folgenden Jahr durch den Bombenanschlag auf Bishopsgate erneut schwer beschädigt.
Das zerstörte Gebäude wurde später durch 30 St Mary Axe („The Gherkin“) ersetzt.